# تاداهيرو نومورا
تاداهيرو نومورا (Tadahiro Nomura) هو لاعب أولمبي لرياضة الجودو من اليابان. شارك في الأولمبياد الصيفي في 1996–2004، وفاز بما مجموعه 3 ميداليات.

## الميداليات
| ذهب | فضة | برونز | المجموع |
| 3   | 0   | 0     | 3       |

## روابط خارجية
- تاداهيرو نومورا على موقع الفيدرالية الدولية للجودو (الإنجليزية)
- تاداهيرو نومورا على موقع JudoInside.com (الإنجليزية)
- تاداهيرو نومورا على موقع AllJudo.net (الفرنسية)
- تاداهيرو نومورا على موقع اللجنة الأولمبية الدولية (الإنجليزية)
- تاداهيرو نومورا على موقع أوليمبيديا (الإنجليزية)